# 刘义宣
刘义宣（415年—454年8月4日），宋武帝刘裕第六子。刘宋宗室，受封為南郡王。劉義宣在宋官至丞相，曾出任荊州刺史達十年，並憑荊州軍力量先後起兵討伐劉劭及反抗宋孝武帝，但最終為孝武帝討伐軍所敗，被殺。

## 生平
元嘉元年（424年），劉義宣受封为竟陵王，食邑五千户，拜左将军，镇守石头城。元嘉七年（430年），迁任使持节、都督徐兗青冀幽五州诸军事、徐州刺史，仍以左将军戍守石头城。次年改任都督南兗、兗州刺史，本應移鎮山阳，没有成行。元嘉九年（432年），迁中书监，进号中军将军，加散骑常侍，给鼓吹一部。当时竟陵蛮族問題嚴重，遂改封為南谯王，又领石头戍事。元嘉十三年（436年），義宣出任都督江州豫州之西陽晉熙新蔡三郡诸军事、镇南将军、江州刺史。
南朝以長江天險守衞建康，而荊州地區位處建康的上游，位置十分重要，兵力亦強，故劉裕曾遺詔諸子依次出任荊州刺史。宋文帝入繼帝位後，先後讓四弟彭城王劉義康及五弟江夏王劉義恭出任此職。後又以已故臨川王劉道規前有功勳，其嗣子劉義慶亦有是人才，特讓義慶接替義恭任荊州。至元嘉十六年（439年）義慶解任荊州，按次序就應由身為六弟的義宣出掌荊州，可是宋文帝認為義宣才能不佳，不足以擔此重任，竟讓七弟衡陽王劉義季出任荊州，而讓義宣以征北將軍、都督南徐州軍事、南徐州刺史，加散騎常侍，接替義季原職。不過，宋文帝在會稽長公主多次為義宣說情後，最終還是在元嘉二十一年（444年），以義宣出任都督荆雍益梁寧南北秦七州诸军事、车骑将军、荆州刺史。義宣到荊州後努力勉勵督促自己，亦整治好當地政事。元嘉二十五年（448年），劉義宣進為司空、侍中、領南蠻校尉。元嘉二十七年（450年），朝廷北伐反讓北魏軍隊大舉南下，雖然大軍並不是向荊州進發，但義宣還是怕魏軍會攻到荊州，一度想由江北的治所江陵逃到江南的上明。
元嘉三十年（453年），義宣進任司徒，改任中軍將軍、揚州刺史，但他還未出發就遇上太子劉劭弒父登位的事。劉劭任命義宣為中書監、太尉，領司徒、侍中，但義宣知道變亂後即起兵討伐劉劭，並徵集士卒，傳檄遠近。其時江州刺史、武陵王劉駿也起兵，義宣就派了參軍徐遺寶率三千兵支持劉駿，作為前鋒。同年討伐軍消滅劉劭，劉駿即位為帝，即宋孝武帝，便任命義宣為中書監、都督揚豫二州、丞相，錄尚書六條事，揚州刺史，加羽葆、鼓吹， 並賜班劍四十人，改封為南郡王，食邑萬戶。同時還進義宣生母孫美人為獻太妃，次子宜陽侯劉愷也獲進爵南譙王。不過，義宣辭讓內任揚州、錄尚書六條事及兒子的進爵，孝武帝遂改授義宣為都督荊湘雍梁寧南北秦八州諸軍事、荊湘二州刺史，改封劉愷為宜陽縣王。另義宣手下參佐都獲封賞。
在義宣起兵時，雍州刺史臧質也領兵赴江陵與其會合，甚有野心的他更想藉義宣平庸懦弱的特點利用他奪取權力，故此一度想推他為帝，不過因為義宣已經推了孝武帝為帝，故計劃不成。臧質在劉劭被平定後改任江州刺史，他仍未放棄，多次密書義宣誘其起兵，其時孝武帝與為其堂姐妹的義宣諸女亂倫，義宣因而發怒，決定起兵，暗中準備船艦和士兵，預定在孝建元年（454年）秋季出兵。當時義宣也通報了豫州刺史魯爽及兗州刺史徐遺寶，約定他們一同起兵，可時魯爽卻因酒醉而於二月就起兵，更版義宣為天子，送天子輿服。義宣對魯爽反應甚為驚愕，但因事情已露，只好與臧質倉卒起兵。義宣先遣參軍劉諶之等先出與臧質會合，自己於二十一日率十萬大軍出發下，命八子劉慆留鎮江陵，別遣魯秀等討伐不肯支持自己的雍州刺史朱脩之。
義宣到尋陽與臧質會合後一同東下，途中知道徐遺寶戰敗而魯爽戰死的消息後都失色，接到送來的魯爽首級更是驚懼，但還是繼續進軍。時王玄謨大軍在梁山洲與臧質軍對峙，而柳元景進屯姑孰總統諸軍。臧質曾建議義宣派兵萬人攻姑孰，別遣萬人攻梁山，讓兩者無法接應，自己以水軍循外江直取石頭，進逼京師。然而劉諶之在義宣想要答應時進言懷疑臧質自求前赴的意圖，反建議盡力攻下梁山洲。早前劉義恭曾寫信給劉義宣道：「昔日桓玄從殷仲堪中手中借兵南下，好像今天這樣呀。」暗指臧質就是桓玄，義宣於是聽從諶之所言，不從臧質計劃。時臧質在玄謨軍外一里附近駐紥，義宣就駐蕪湖，五月十九日臧質就乘風猛攻玄謨軍在江邊的西壘，成功攻下。二十一日，義宣率眾到梁山，臧質出兵進攻東壘，玄謨盡出精銳抵抗，最終臧質軍陣被玄謨等軍突入，軍隊潰敗，垣護之更乘風放火燒毀臧質船隻，連帶時在西岸的義宣也被波及。義宣此見軍隊大敗遂乘船逃走，與臧質失去聯絡，當時來自西境的人還坐數百舸跟隨著。義宣逃到江夏時聽聞巴陵有敵軍，於是在逕口改步行逃回江陵，部眾於是散盡，僅得十多人跟著，義宣也因腳痛而無法再行，故向平民取車，又向沿路居民求食解飢。義宣終回到江陵，竺超民領兵迎接。此時江陵還有一萬多名士兵，魯秀及竺超民仍然想招集餘眾與朝廷軍決一勝負，不過其時義宣已經迷惘昏亂，竟不再出來面見眾人，於是殘餘部眾都逃走了，魯秀亦只得北逃。義宣無法再守住江陵，想跟魯秀走，於是準備好戎裝及糧水，帶著劉慆和五名易為男裝的愛妾要出走，但是在江陵城中遇上衝突，被刀劍亂舞的情景嚇得墮馬，被逼改以步行出城。到城外時竺超民送馬給他，自己留守江陵，義宣原想追上魯秀，但根本不知魯秀去哪，於是未離城郊士兵就散盡。義宣只好乘夜折返，回到已經空置的南郡官舍，因為沒有牀，只好席地坐到天亮。接著義宣派黃門通報竺超民，超民派了一架舊車送他到獄戶處，義宣此時坐著在地上說：「臧質這老奴誤了我呀。」起初五個愛妾與他一同入獄，但不久五人都被送走了，義宣還哭著對獄吏說：「平日不痛苦，今日分別才感到痛苦。」
隨後大司馬劉義恭與八座下書新任荊州刺史朱脩之要賜死義宣，但書未下朱脩之就到江陵，將義宣與其諸子、同黨都盡數誅殺。義宣時年四十。

## 性格特徵
- 劉義宣生下来而舌头短，不擅长言谈。史載其皮膚白晢，美鬚眉，高七尺五寸，腰帶十圍。才能亦相當平庸，故宋文帝不願任用其為荊州刺史，臧質亦圖藉以奪取權力。
- 劉義宣在討平劉劭時駐鎮荊州已達十年，時荊州兵強富饒，他亦因起兵消滅劉劭而威名遠播，時義宣對朝廷的請求都一一得允，相反義宣卻一概不遵自己不同意的朝命。當時劉義宣曾向孝武帝進獻貢酒，但他就先喝過那酒，將餘下的封存才送去。
- 荊州刺史任內義宣多畜養姬妾，竟達千人，另也養了數百尼姑及三十男女，生活亦相當奢華，耗費甚大。

## 家庭

### 父母

#### 父
- 宋武帝劉裕

#### 母
- 美人孙氏，刘裕的妾室，义熙十一年（415年），孙氏生刘义宣，刘裕建立宋朝後，封孙氏为美人。宋孝武帝进谥孙美人为献太妃

### 妻
- 檀氏，檀道济从女[8]

### 子孙

#### 子
- 刘恢，封南郡王世子，在江宁墓所被赐死。
- 刘恺，封宜阳县侯，进封南谯王，在江宁墓所被赐死。
- 刘𢚝，临武悼侯，早卒。
- 刘悰，封湘南县侯，与刘义宣同为朱修之所杀。
- 刘憬，封祁阳县侯，与刘义宣同为朱修之所杀。
- 刘惔，在江宁墓所被赐死。
- 刘惇，在江宁墓所被赐死。
- 刘慆，与刘义宣同为朱修之所杀。
- 刘伯实，与刘义宣同为朱修之所杀。
- 刘业，与刘义宣同为朱修之所杀。
- 刘悉达，早卒。
- 刘法导，与刘义宣同为朱修之所杀。
- 刘僧喜，与刘义宣同为朱修之所杀。
- 刘慧正，与刘义宣同为朱修之所杀。
- 刘慧知，与刘义宣同为朱修之所杀。
- 刘明弥虏，与刘义宣同为朱修之所杀。
- 刘妙觉，与刘义宣同为朱修之所杀。
- 刘宝明，与刘义宣同为朱修之所杀。

#### 女
- 殷淑儀

#### 孙
- 刘善藏，与父刘恢在江宁墓所被赐死。

## 影視作品
- 中國大陸電視劇《錦繡南歌》（2020年）：由谷嘉誠飾演。

## 延伸阅读
[在维基数据编辑]
 《宋書/卷68》，出自沈约《宋书》
 《南史·卷13》，出自李延壽《南史》